# Wolfsburg
Wolfsburg (), ou parfois Wolfsbourg, est une ville-arrondissement allemande située dans l'Est du land de Basse-Saxe, sur les rives de l'Aller et du plus long canal du pays, le Mittellandkanal. Elle fait partie de la région métropolitaine de Hanovre-Brunswick-Göttingen-Wolfsbourg.
Fondée en 1938 en tant que siège du constructeur automobile Volkswagen, elle a été conçue comme ville résidentielle des employés fabriquant la type 1 (« Coccinelle »). Wolfsburg est aujourd'hui avec environ 125 000 habitants la cinquième ville de la Basse-Saxe. Le produit intérieur brut par habitant est le plus élevé de toutes les villes d'Allemagne. 

## Géographie
Wolfsburg se situe dans la plaine d'Allemagne du Nord, au sud-est de la lande de Lunebourg, au sein de la région historique d'Ostphalie. La vallée proglaciaire de l'Aller avec le Mittellandkanal traverse l'espace urbain d'Est en Ouest. 
La partie nord du territoire communal est à la frontière de l'arrondissement de Gifhorn, alors que le sud se trouve sur les limites de l'arrondissement de Helmstedt. La ville est à environ 200 km à l'ouest de Berlin (une heure en Intercity-Express), à 74 km à l'est de Hanovre et à 26 km au nord-est de Brunswick.

### Quartiers
Le territoire communal comprend 16 localités :
| - Almke-Neindorf - Barnstorf-Nordsteimke - Brackstedt-Velstove-Warmenau - Detmerode | - Ehmen-Mörse - Fallersleben-Sülfeld - Hattorf-Heiligendorf - Hehlingen | - Kästorf-Sandkamp - Mitte-West - Neuhaus-Reislingen - Nordstadt | - Stadtmitte - Vorsfelde - Wendschott - Westhagen |

### Transports
La gare centrale de Wolfsburg reliée à la LGV Hanovre - Berlin est desservie par les trains Intercity-Express, InterCity, Regional-Express et Regionalbahn.
La Bundesautobahn 39 traverse la périphérie ouest de Wolfsburg, elle établit la liaison avec la Bundesautobahn 2 au Sud ; une extension vers Lunebourg au Nord est envisagée. De plus, la Bundesstraße 189 (Burgdorf–Friesack) et la Bundesstraße 248 (Northeim–Dannenberg) se croisent au Nord-Ouest de la ville.

## Histoire

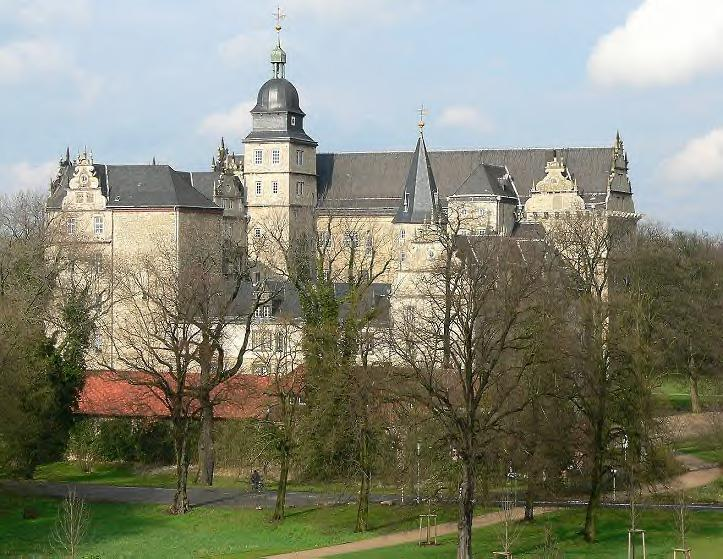
Château de Wolfsburg.

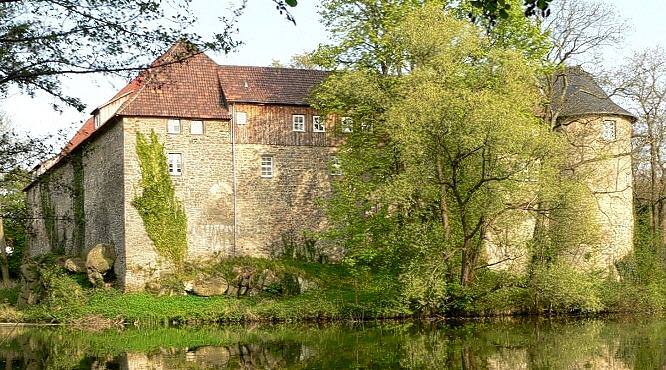
Château fort de Neuhaus et ses douves.

Le château de Wolfsburg est mentionné pour la première fois en 1302 ; il s'agit à l'origine d'une maison-tour sur la rive de l'Aller, une résidence de la noble famille Bartensleben, qui évoluera ultérieurement vers un Wasserburg. Mentionné en 1372, le château fort de Neuhaus devint en 1423 la résidence de la lignée de Rothehof des Bartensleben. Une forteresse médiévale encore intacte, c'est l'un des principaux édifices historiques de la ville aux côtés des châteaux de Fallersleben et de Wolfsburg. Elle conserva un rôle militaire jusqu'au milieu du XVIe siècle, avant de devenir le siège d'un bailliage de la principauté de Brunswick-Wolfenbüttel puis une exploitation agricole ducale. Après l'extinction de la lignée des Bartensleben en 1742, le domaine passe à la famille von der Schulenburg. Depuis le 1er avril 1981 le château de Neuhaus est propriété de la ville de Wolfsburg.

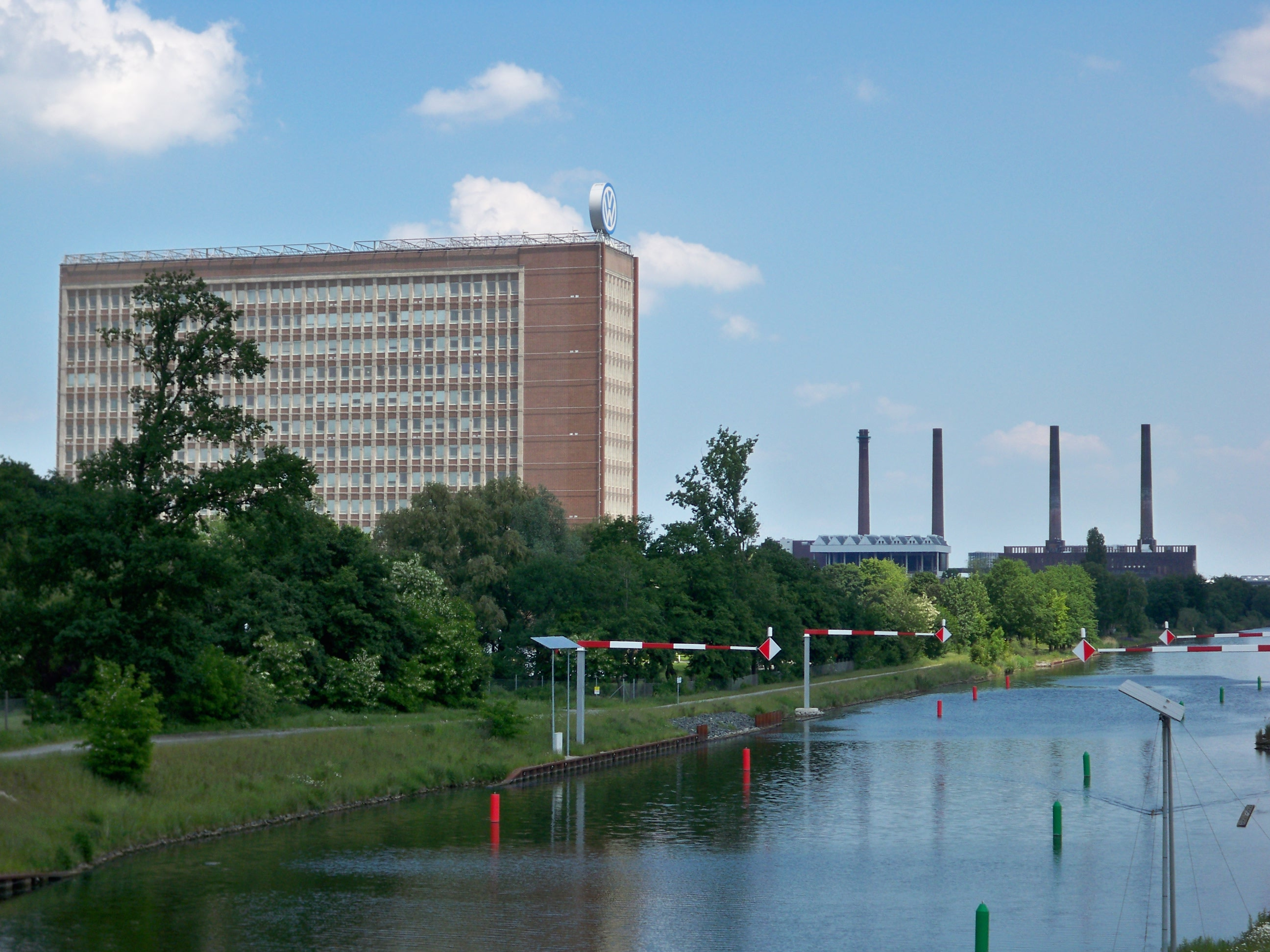
Usine du constructeur automobile Volkswagen, siège social du groupe.

Wolfsburg n'était encore qu'un petit village avec son château en style Renaissance de la Weser aux environs de la ville de Fallersleben (aujourd'hui devenu un quartier de Wolfsburg), quand fut fondée le 1er juillet 1938 la ville de la Volkswagen type 1, nommée Stadt des KdF-Wagens, sur la demande d'Adolf Hitler. Lors d'une cérémonie festive le 26 mai, Hitler avait posé la première pierre de l'usine Volkswagen. En 1937 déjà, Robert Ley,  directeur du Front allemand du travail (Deutsche Arbeitsfront) conclut un accord avec Tullio Cianetti, chef de la Confédération des Travailleurs de l'industrie syndicats fascistes pour permettre aux travailleurs italiens d'aller travailler en l'Allemagne nazie. Estimé par les dirigeants du Deutsche Arbeitsfront, l'usine de Volkswagen donne même le nom de Cianetti à un complexe de loisirs. 
Les travaux de construction de la ville nouvelle commencèrent en 1938 sous la direction d'Albert Speer ; ils ont dû être interrompus un peu plus tard en raison de la Seconde Guerre mondiale. Pendant la guerre, l'usine de Wolfsburg fut un centre de l'industrie de l'armement dans lequel se trouvent de nombreux travailleurs forcés. Par accord de Ferdinand Porsche et du Reichsführer-SS Heinrich Himmler, en 1942, le camp de concentration d'Arbeitsdorf est créé sur le chantier comme un « projet pilote ». 800 déportés provenant du camp de concentration de Neuengamme y travailleront pendant quelques mois. Le 11 avril 1945, l'usine fut la cible d'une attaque des alliés et fut aux deux tiers bombardée. Trois jours plus tard, Wolfsburg fut occupée par des divisions de chars de l'United States Army.
Après la guerre, la ville, à ce temps un torse composé principalement des camps temporaires, fut officiellement renommée Wolfsburg en rapport au village historique sur lequel elle avait été bâtie. Ensuite, l'usine de Volkswagen fut dirigée par Ivan Hirst, major des Forces armées britanniques, qui put empêcher le démantèlement des installations. Les baraques servaient comme logement pour de nombreuses personnes déplacées.
La construction de la ville nouvelle fut reprise en 1948. Durant les années du miracle économique, Wolfsburg connut une importante croissance, avec l'arrivée de travailleurs étrangers (Gastarbeiter), au début en majorité italiens. En 1955, la millionième Coccinelle sortait de l'usine ; cet évènement fut fêté dans toute la ville avec la voiture portant le numéro 1 000 000. Wolfsburg avait obtenu le statut de ville-arrondissement le 1er octobre 1951. En 1972, les communes environnantes (comme Fallersleben et Vorsfelde) furent intégrées à la commune de Wolfsburg. Des rues piétonnes furent créées en 1980. Un musée d'art a ouvert en 1994. La ville est présente sur Internet depuis 1997. En l'honneur de la sortie de la nouvelle Volkswagen Golf V, la ville de Wolfsburg a été rebaptisée du 25 août au 10 octobre 2003 Golfsburg (« la ville de la Golf »), aussi bien sur le site internet que sur les panneaux municipaux.

## Curiosités
En 2000 fut créée l'Autostadt (« ville de l'automobile »), un parc de loisirs axé sur l’automobile. En 2002, c'est le stade de la Volkswagen-Arena, domicile du VfL Wolfsburg, qui a été construite. Autres curiosités intéressantes à Wolfsburg comprennent le centre culturel de Wolfsburg l'église du Saint-Esprit et l'église Saint-Étienne conçus par l'architecte finlandais Alvar Aalto, le musée scientifique Phaeno conçu par Zaha Hadid, le Planetarium, et la Volksbank BraWo Eis Arena, domicile des Grizzlys Wolfsbourg.

## Jumelages
- Luton (Royaume-Uni) depuis 1950 (accord rompu en 2004)
- Marignane (France) depuis le 1er septembre 1963

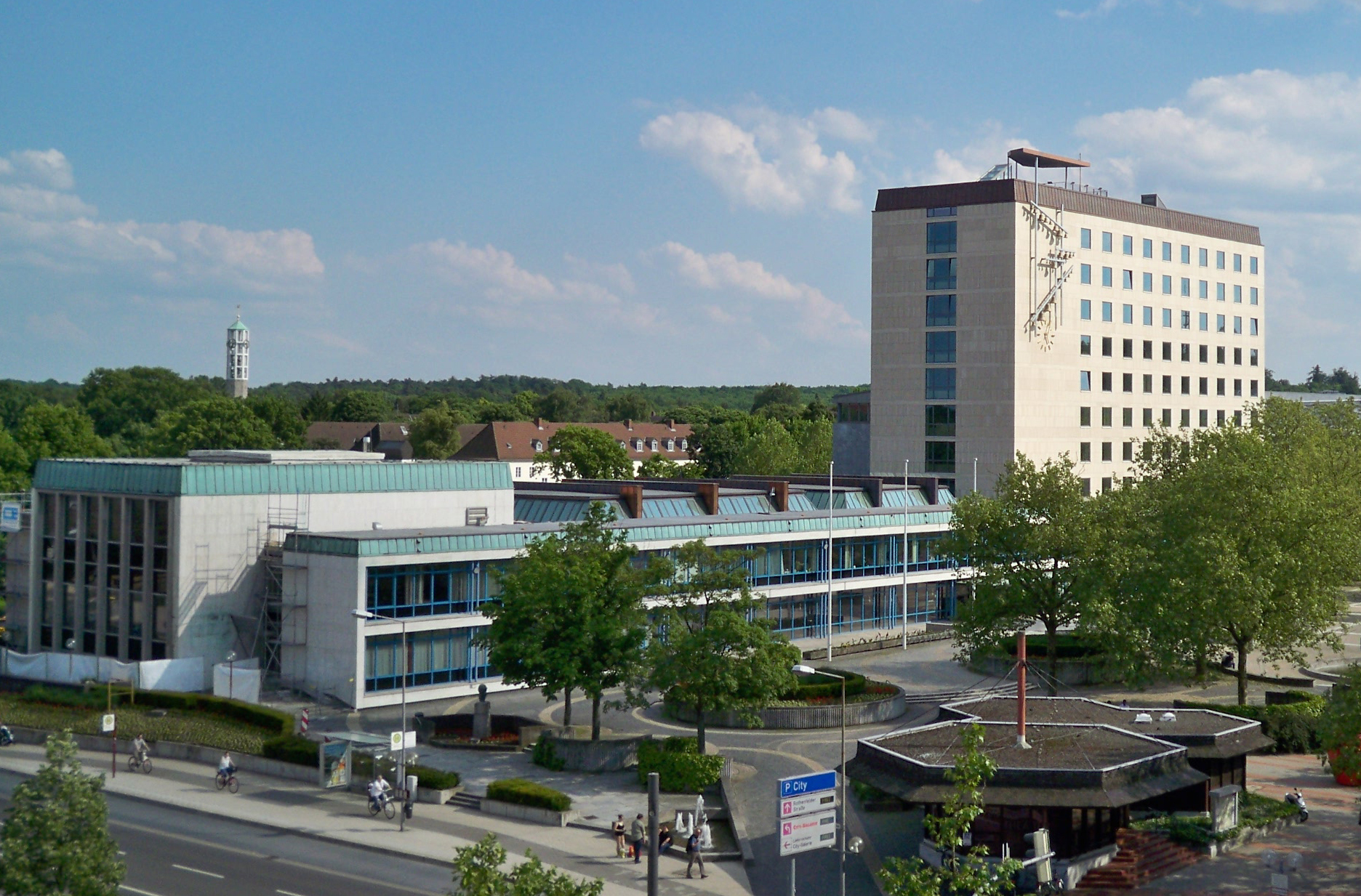
Hôtel de ville.

- Province de Pesaro et Urbino (Italie) depuis 1975
- Halberstadt (Allemagne) depuis le 21 septembre 1989
- Togliatti (Russie) depuis 1991
- Bielsko-Biała (Pologne) depuis 1998
- Jiading (Chine) depuis 2007
- Jendouba (Tunisie) depuis le 10 mars 2019

## Liens d'amitié
- Sarajevo (Bosnie-Herzégovine) depuis 1985
- Toyohashi (Japon) depuis 2002
- Changchun (Chine) depuis le 12 juin 2006
- Puebla (Mexique) depuis le 6 avril 2010
- Dalian (Chine) depuis le 13 juillet 2010
- Chattanooga (États-Unis) depuis le 26 septembre 2011
- District de Nanhai (Chine) depuis août 2016
- Popoli (Italie)

## Sports
- Le VfL Wolfsburg, détenu par Volkswagen, est un club de première division du championnat d'Allemagne de football, la Bundesliga. Il termine champion lors de la saison 2008-2009. Sa composante féminine a fait un triplé en 2013 : championne d'Allemagne, vainqueur de la Coupe d'Allemagne et vainqueur de la Ligue UEFA Féminines.
- EHC Wolfsburg Grizzly Adams (DEL).

## Personnalités liées à la commune
- August Heinrich Hoffmann von Fallersleben (1798-1874), professeur et écrivain allemand ;
- Hanns Kerrl (1887-1941), homme politique, membre du gouvernement nazi ;
- Gustav Kurt Beck (1902-1983), peintre et graphiste, mort à Wolfsburg ;
- Siegfried Reich (né en 1959), footballeur ;
- Peter Bialobrzeski (né en 1961), photographe et professeur de photographie ;
- Karin Janke (née en 1963), athlète ;
- Iris Brosch (née en 1964), photographe de mode et artiste ;
- Sascha Paeth (né en 1970), musicien et producteur ;
- Daniel Erdmann (né en 1973), saxophoniste et flûtiste de jazz et de musique improvisée ;
- Stefanie Gottschlich (née en 1978), footballeuse ;
- Oliver Kragl (né en 1990), footballeur ;
- Senta-Sofia Delliponti (née en 1990), chanteuse allemande, actrice de comédie musicale et de télévision.